# Станојевић
Станојевић је српско патронимско презиме настало од мушког имена Станоје. Познате особе са овим именом су:
- Александар Станојевић, српски фудбалски менаџер и бивши играч
- Аца Станојевић Српски политичар у време међуратне Југославије
- Вељко Станојевић (1892–1967), српски сликар
- Марко Станојевић, италијански рагбиста
- Станоје Станојевић (1874–1937), српски историчар и академик